# Skogsbyås

Skogsbyås är Södermanlands högsta punkt, 124 meter över havet.
Toppen är belägen vid Sörmlandsledens sträcka 30 cirka åtta kilometer nordväst om Stavsjö i Nyköpings kommun.